# Tapolca
Tapolca est une ville hongroise de 16 513 habitants, dans la province de Veszprém, dans le nord-ouest de la Hongrie.

## Jumelages
La ville de Tapolca est jumelée avec :
- Lempäälä (Finlande)
- Stadthagen (Allemagne)
- Este (Italie)
- Zăbala (Roumanie)
- Ružinov (Slovaquie)
- Sümeg (Hongrie)
- Çanakkale (Turquie)